# Gökbelen, Keban
Gökbelen là một xã thuộc huyện Keban, tỉnh Elâzığ, Thổ Nhĩ Kỳ. Dân số thời điểm năm 2011 là 109 người.